# OH 28
OH 28 es el nombre de catálogo de un cadera fósil y parte del fémur de un Homo ergaster u Homo erectus, con un antigüedad de entre 600 y 800 mil años encontrada en 1970 en Tanzania por Mary Leakey y descrita por ella misma el año siguiente.
La cadera y la parte de fémur, sin cabeza, encontrados pertenecían, probablemente a una mujer adulta.
Los restos fósiles estaban acompañados de industria lítica achelense, modo 2 y en ese momento, 1970, era la primera asociación directa en Olduvai.